# Dubravka Šuica
Dubravka Šuica (ur. 20 maja 1957 w Dubrowniku) – chorwacka polityk, filolog i działaczka samorządowa, w latach 2001–2009 burmistrz Dubrownika, posłanka krajowa, deputowana do Parlamentu Europejskiego, w latach 2019–2024 wiceprzewodnicząca Komisji Europejskiej, od 2024 komisarz europejski ds. regionu śródziemnomorskiego.

## Życiorys
Ukończyła studia filologiczne z zakresu języka angielskiego i niemieckiego na Uniwersytecie w Zagrzebiu. Pracowała jako nauczycielka i dyrektorka szkoły średniej, a także nauczycielka języka angielskiego w szkole wyższej.
W 2001 i w 2005 była wybierana na urząd burmistrza Dubrownika. Sprawowała go przez dwie kadencje do 2009. W 2000, 2003 i 2007 uzyskiwała także mandat posłanki do Zgromadzenia Chorwackiego (faktycznie wykonywała go w latach 2008–2011 w trakcie VI kadencji). Od 1990 politycznie związana z Chorwacką Wspólnotą Demokratyczną, od 1998 kierowała regionalnymi strukturami w Dubrowniku. W 2012 została wiceprzewodniczącą partii. W pierwszych w historii Chorwacji wyborach do Parlamentu Europejskiego w 2013 uzyskała mandat eurodeputowanej. W 2014 i 2019 z powodzeniem ubiegała się o reelekcję na VIII i IX kadencję.
W 2019 dołączyła do Komisji Europejskiej kierowanej przez Ursulę von der Leyen (z kadencją od 1 grudnia tegoż roku) jako wiceprzewodnicząca odpowiedzialna za demokrację i demografię. W 2024 uzyskała mandat posłanki do Europarlamentu X kadencji, jednak zrezygnowała z jego objęcia. Weszła następnie w skład nowo utworzonej drugiej KE dotychczasowej przewodniczącej (z kadencją od 1 grudnia 2024) jako komisarz ds. regionu śródziemnomorskiego.